# Comuna Ghelăuza, Strășeni
Comuna Ghelăuza este o comună din raionul Strășeni, Republica Moldova. Este formată din satele Ghelăuza (sat-reședință) și Saca.

## Demografie
Conform datelor recensământului din 2014, comuna are o populație de 1.244 de locuitori. La recensământul din 2004 erau 1.308 locuitori.

## Administrație și politică
Componența Consiliului local Ghelăuza (9 consilieri), ales la 5 noiembrie 2023, este următoarea:
|  | Partid                                            | Consilieri | Componență | Componență | Componență | Componență | Componență | Componență | Componență | Componență |
|  | ------------------------------------------------- | ---------- | ---------- | ---------- | ---------- | ---------- | ---------- | ---------- | ---------- | ---------- |
|  | Partidul Acțiune și Solidaritate                  | 8          |            |            |            |            |            |            |            |            |
|  | Alianța Liberalilor și Democraților pentru Europa | 1          |            |            |            |            |            |            |            |            |

## Personalități născute aici
- Ion Anton (n. 1950), scriitor, membru al Uniunii Scriitorilor din Moldova și al Uniunii Scriitorilor din România.